# Европско првенство у атлетици на отвореном 1966 — 80 метара препоне за жене
Такмичење у трци на 80 метара са препонама у женској конкуренцији на 8. Европском првенству у атлетици 1966. одржано је 2., 3. и 4. септембра на Непстадиону у Будимпешти (Мађарска). Ово је било последње првенство на којем је укључена ова дисциплина. Од следећег првенства жене ће се такмичити у трци на 100 метара са препонама.
Титулу освојену у Београду 1962, није бранила Тереса Ћепли из Пољске.

## Земље учеснице
Учествовало је 26 атлетичарки из 16 земаља.
1. Бугарска (1)
2. Грчка (1)
3. Западна Немачка (3)
4. Источна Немачка (3)
5. Италија (1)
6. Југославија (1)
7. Мађарска (1)
8. Пољска (2)
9. Совјетски Савез (3)
10. Турска (1)
11. Уједињено Краљевство (2)
12. Финска (1)
13. Француска (2)
14. Холандија (1)
15. Чехословачка (2)
16. Швајцарска (1)

## Рекорди
| Рекорди пре почетка Европског првенства 1966. | Рекорди пре почетка Европског првенства 1966. | Рекорди пре почетка Европског првенства 1966. | Рекорди пре почетка Европског првенства 1966. | Рекорди пре почетка Европског првенства 1966. | Рекорди пре почетка Европског првенства 1966. |
| --------------------------------------------- | --------------------------------------------- | --------------------------------------------- | --------------------------------------------- | --------------------------------------------- | --------------------------------------------- |
| Светски рекорд                                | Ирина Прес                                    | СССР                                          | 10,3                                          | Тбилиси, Совјетски Савез                      | 24. октобар 1965.                             |
| Европски рекорд                               | Ирина Прес                                    | СССР                                          | 10,3                                          | Тбилиси, Совјетски Савез                      | 24. октобар 1965.                             |
| Рекорди европских првенстава                  | Тереса Ћепли                                  | Пољска                                        | 10,6                                          | Београд, Југославија                          | 16. септембар 1962.                           |
| Рекорди европских првенстава                  | Карин Балцер                                  | Источна Немачка                               | 10,6                                          | Београд, Југославија                          | 16. септембар 1962.                           |
| Рекорди европских првенстава                  | Марија Пјатковска                             | Пољска                                        | 10,6                                          | Београд, Југославија                          | 16. септембар 1962.                           |
| Рекорди европских првенстава                  | Ерика Фиш                                     | Западна Немачка                               | 10,6                                          | Београд, Југославија                          | 16. септембар 1962.                           |

## Победнице
| \|                             | \|                           |                            |
| ------------------------------ | ---------------------------- | -------------------------- |
| Карин Балцер · Источна Немачка | Карин Фриш · Западна Немачка | Елзбјета Беднарек · Пољска |

## Сатница
| Датум        | Време | Коло          |
| ------------ | ----- | ------------- |
| 2. септембар |       | Квалификације |
| 3. септембар |       | Полуфинале    |
| 4. септембар |       | Финале        |

## Резултати

### Квалификације
Такмичарке су биле подељене у четири групе. У полуфинале су се пласирале по 3 првопласиране из сваке групе (КВ).,
Ветар: 1. гр. 0,0 м/с, 2. гр. 0,0 м/с, 3. гр. 0,0 м/с, 4. гр. 0,1 м/с
| Пласман | Група | Атлетичарка         | Држава               | Време | Белешка |
| ------- | ----- | ------------------- | -------------------- | ----- | ------- |
| 1.      | 3     | Елжбиета Беднарек   | Пољска               | 10,7  | КВ      |
| 2.      | 3     | Инге Шел            | Западна Немачка      | 10,8  | КВ      |
| 3.      | 1     | Карин Балцер        | Источна Немачка      | 10,9  | КВ      |
| 4.      | 1     | Карин Фриш          | Западна Немачка      | 10,9  | КВ      |
| 5.      | 2     | Данута Страшинска   | Пољска               | 10,9  | КВ      |
| 6.      | 4     | Рената Балк         | Западна Немачка      | 10,9  | КВ      |
| 7.      | 4     | Нилија Кулкова      | Совјетски Савез      | 10,9  | КВ      |
| 8.      | 3     | Гундула Диел        | Источна Немачка      | 11,0  | КВ      |
| 9.      | 1     | Власта Прикрилова   | Чехословачка         | 11,1  | КВ      |
| 10.     | 2     | Данијел Гуено       | Француска            | 11,1  | КВ      |
| 11.     | 2     | Рима Ларјонова      | Совјетски Савез      | 11,1  | КВ      |
| 12.     | 3     | Рита Ван Слотен     | Холандија            | 11,1  | КВ      |
| 13.     | 3     | Сирка Норлунд       | Финска               | 11,1  |         |
| 14.     | 1     | Вера Корсакова      | Совјетски Савез      | 11,2  | КВ      |
| 15.     | 1     | Магали Веторацо     | Италија              | 11,2  |         |
| 16.     | 1     | Pat Pryce           | Уједињено Краљевство | 11,2  |         |
| 17.     | 2     | Регина Хофер        | Источна Немачка      | 11,2  | КВ      |
| 18.     | 3     | Алена Хилтсхерова   | Чехословачка         | 11,2  |         |
| 19.     | 4     | Мета Антенен        | Швајцарска           | 11,2  | КВ      |
| 20.     | 4     | Снежана Жалова      | Бугарска             | 11,3  | КВ      |
| 21.     | 2     | Максин Ботлеј       | Уједињено Краљевство | 11,4  |         |
| 22.     | 1     | Françoise Masse     | Француска            | 11,5  |         |
| 23.     | 2     | Марија Пето         | Мађарска             | 11,6  |         |
| 24.     | 3     | Маријана Лубеј      | Југославија          | 11,6  |         |
| 25.     | 2     | Charoula Sasagianni | Грчка                | 12,1  |         |
| 26.     | 1     | Мелек Ајдиноглу     | Турска               | 12,4  |         |

### Полуфинале
Такмичарке су биле подељене у две групе. У полуфинале су се пласирале по 4 првопласиране из сваке групе (КВ).
,
Ветар: 1. гр. 0,0 м/с, 2. гр. 0,0 м/с
| Пласман | Група | Атлетичарка       | Држава          | Време | Белешка |
| ------- | ----- | ----------------- | --------------- | ----- | ------- |
| 1.      | 1     | Рената Балк       | Западна Немачка | 10,7  | КВ      |
| 2.      | 2     | Данута Страшинска | Пољска          | 10,8  | КВ      |
| 3.      | 2     | Карин Фриш        | Западна Немачка | 10,8  | КВ      |
| 4.      | 1     | Елжбиета Беднарек | Пољска          | 10,9  | КВ      |
| 5.      | 1     | Инге Шел          | Западна Немачка | 10,9  | КВ      |
| 6.      | 2     | Карин Балцер      | Источна Немачка | 10,9  | КВ      |
| 7.      | 2     | Нилија Кулкова    | Совјетски Савез | 10,9  | КВ      |
| 8.      | 1     | Гундула Диел      | Источна Немачка | 11,1  | КВ      |
| 9.      | 1     | Власта Прикрилова | Чехословачка    | 11,1  |         |
| 10.     | 2     | Данијел Гуено     | Француска       | 11,1  |         |
| 11.     | 2     | Рита Ван Слотен   | Холандија       | 11,1  |         |
| 12.     | 2     | Вера Корсакова    | Совјетски Савез | 11,1  |         |
| 13.     | 1     | Рима Ларјонова    | Совјетски Савез | 11,2  |         |
| 14.     | 1     | Снежана Жалова    | Бугарска        | 11,2  |         |
| 15.     | 2     | Регина Хофер      | Гернзи          | 11,2  |         |
| 16.     | 1     | Мета Антенен      | Швајцарска      | НС    |         |

### Финале
Финале је одржано 4. септембра 1966. године.,
Ветар: 0,2 м/с
| Пласман | Атлетичарка       | Држава          | Време | Белешка |
| ------- | ----------------- | --------------- | ----- | ------- |
|         | Карин Балцер      | Источна Немачка | 10,7  |         |
|         | Карин Фриш        | Западна Немачка | 10,7  |         |
|         | Елжбиета Беднарек | Пољска          | 10,7  |         |
| 4.      | Рената Балк       | Западна Немачка | 10,7  |         |
| 5.      | Инге Шел          | Западна Немачка | 10,8  |         |
| 6.      | Нилија Кулкова    | Совјетски Савез | 10,9  |         |
| 7.      | Данута Страшинска | Пољска          | 10,9  |         |
| 8.      | Гундула Диел      | Источна Немачка | 11,0  |         |

## Укупни биланс медаља у трци на 80 метара препоне за жене после 7. Европског првенства 1938—1962.[6]
|    | Земља                | Злато | Сребро | Бронза | Укупно |
| -- | -------------------- | ----- | ------ | ------ | ------ |
| 1  | Совјетски Савез      | 2     | 1      | 1      | 4      |
| 2. | Холандија            | 2     | 0      | 1      | 3      |
| 3. | Источна Немачка      | 1     | 1      | 1      | 3      |
| 4. | Пољска               | 1     | 0      | 2      | 3      |
| 5. | Италија              | 1     | 0      | 0      | 1      |
| 6  | Западна Немачка      | 0     | 3      | 1      | 4      |
| 7. | Уједињено Краљевство | 0     | 1      | 1      | 2      |
| 8. | Немачка              | 0     | 1      | 0      | 1      |
| 9. | Француска            | 0     | 0      | 1      | 1      |
|    | Укупно {9}           | 7     | 7      | 8      | 22     |

|    | Атлетичарка       | Земља           | Злато | Сребро | Бронза | Укупно |
| -- | ----------------- | --------------- | ----- | ------ | ------ | ------ |
| 1. | Фани Бланкерс-Кун | Холандија       | 2     | 0      | 0      | 2      |
| 2. | Карин Балцер      | Источна Немачка | 1     | 1      | 0      | 2      |